# Горњи Мељани
Горњи Мељани су насељено мјесто у општини Воћин, у Славонији, у Вировитичко-подравској жупанији, Република Хрватска.

## Географија
Горњи Мељани се налазе око 14 км југоисточно од Воћина.

## Историја
До територијалне реорганизације у Хрватској насеље се налазило у саставу бивше општине Подравска Слатина.

## Становништво
Горњи Мељани су према попису из 2011. године имали 15 становника.
| Националност       | 1991. | 1981. | 1971. | 1961. |
| Срби               | 167   | 218   | 329   | 435   |
| Југословени        | 4     | 5     | 12    | 2     |
| Хрвати             | 1     |       | 1     | 5     |
| остали и непознато |       |       |       |       |
| Укупно             | 172   | 223   | 342   | 442   |

| Демографија | Демографија | Демографија |
| Година      | Становника  | Становника  |
| ----------- | ----------- | ----------- |
| 1961.       | 442         |             |
| 1971.       | 342         |             |
| 1981.       | 223         |             |
| 1991.       | 172         |             |
| 2001.       | 12          |             |
| 2011.       |             | 15          |